# Eloi Palau
Eloi Palau Pinyana (24 de febrero de 1998) es un deportista español que compite en ciclismo en la modalidad de trials.
Ganó cuatro medallas en el Campeonato Mundial de Trials entre los años 2021 y 2024, y una medalla de oro en el Campeonato Europeo de Trials de 2024.

## Palmarés internacional
| Campeonato Mundial | Campeonato Mundial | Campeonato Mundial | Campeonato Mundial |
| Año                | Lugar              | Medalla            | Competición        |
| ------------------ | ------------------ | ------------------ | ------------------ |
| 2021               | Vic (España)       | Medalla de bronce  | Trials 20″         |
| 2022               | Abu Dabi (EAU)     | Medalla de oro     | Trials 20″         |
| 2024               | Abu Dabi (EAU)     | Medalla de oro     | Equipo mixto       |
| 2024               | Abu Dabi (EAU)     | Medalla de bronce  | Trials 20″         |
| Campeonato Europeo |                    |                    |                    |
| Año                | Lugar              | Medalla            | Competición        |
| 2024               | Jeumont (Francia)  | Medalla de oro     | Trials 20″         |